# Sư tử biển Nam Mỹ
Sư tử biển Nam Mỹ (Otaria flavescens) là một loài động vật có vú trong họ Otariidae, bộ Ăn thịt. Loài này được Shaw mô tả năm 1800.
Loài sư tử biển này được tìm thấy trên các bờ biển Chile, Ecuador, Peru, Uruguay, Argentina và bờ biển miền Nam Brazil. Nó là thành viên duy nhất của chi Otaria. Tên khoa học của loài này là chủ đề để tranh cãi, một số nhà phân loại học với đề cập đến nó như Otaria flavescens và những người khác đề cập đến loài này với danh pháp Otaria byronia.

## Hình ảnh

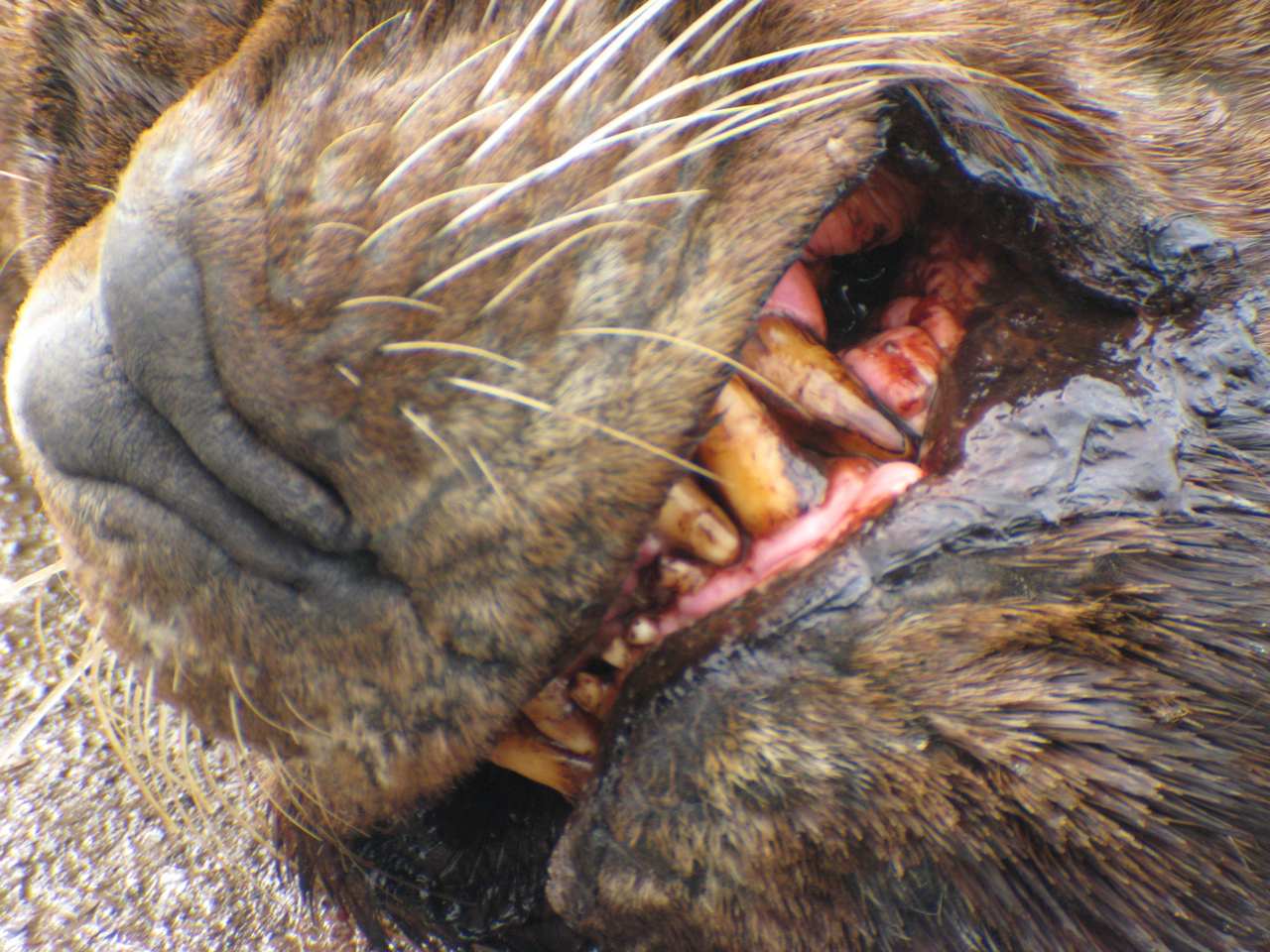
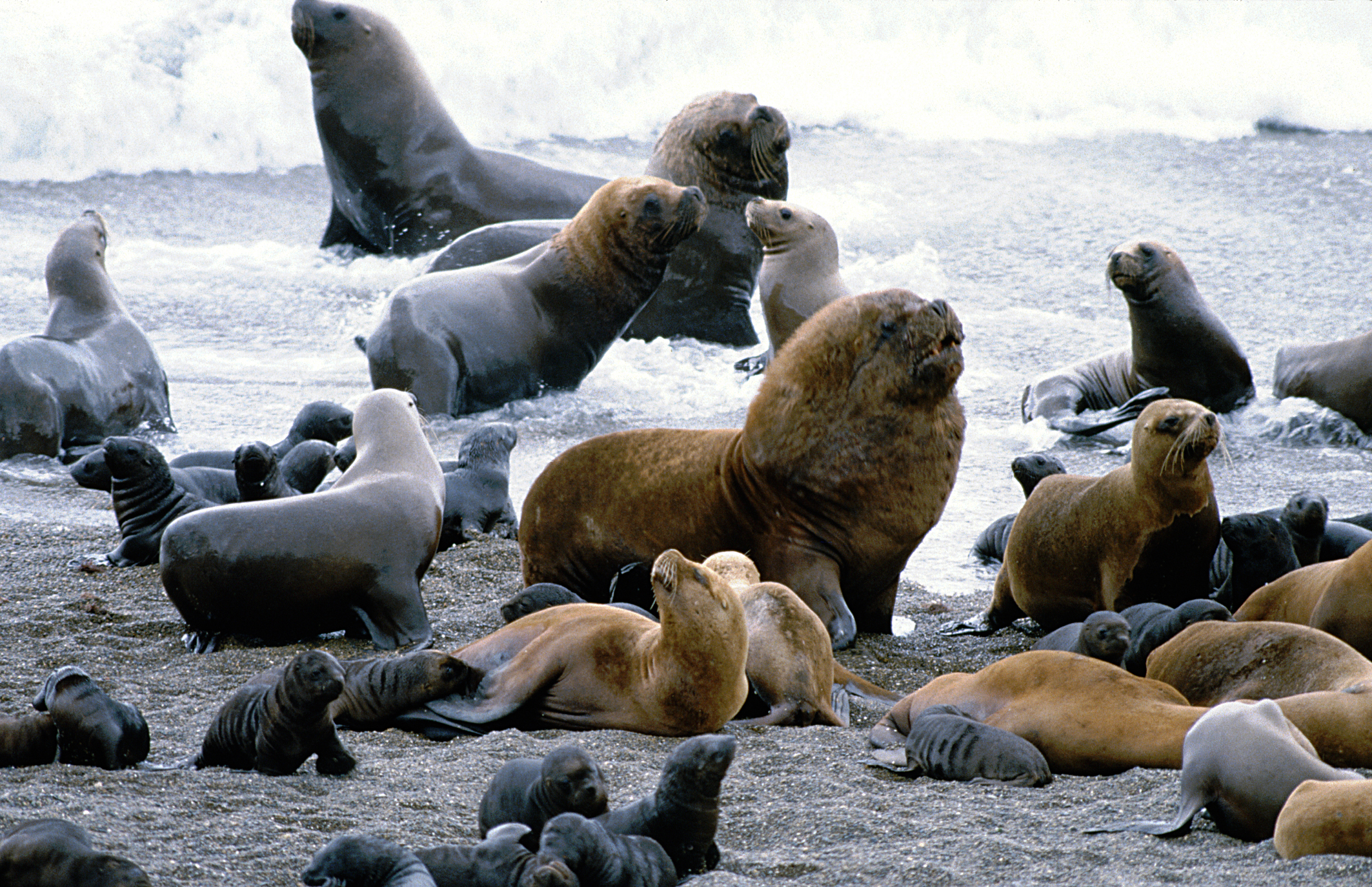
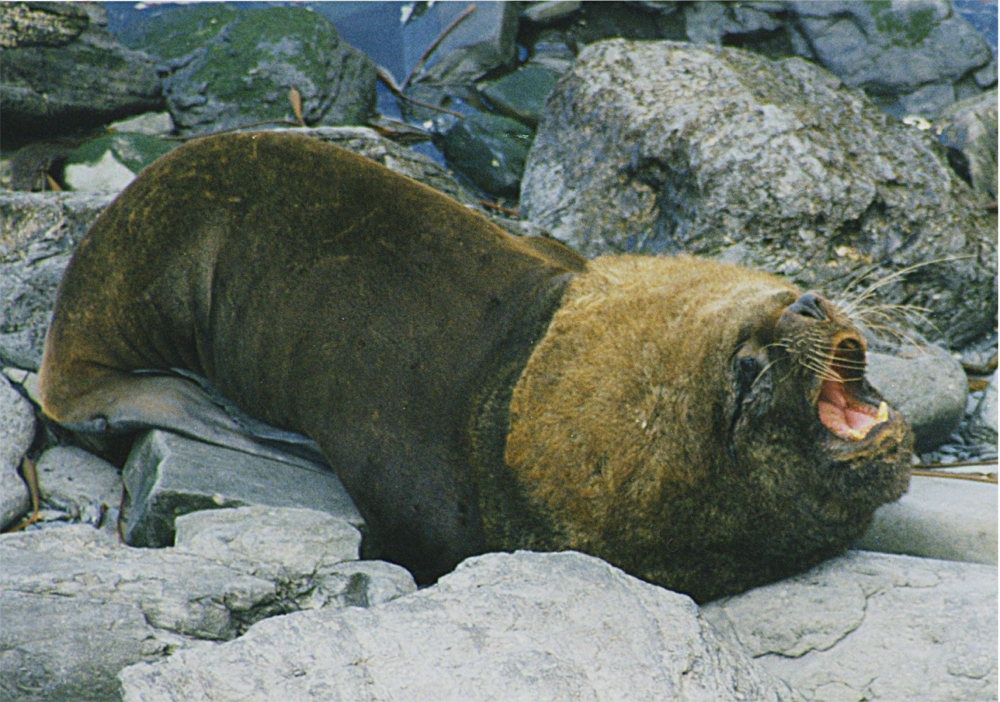
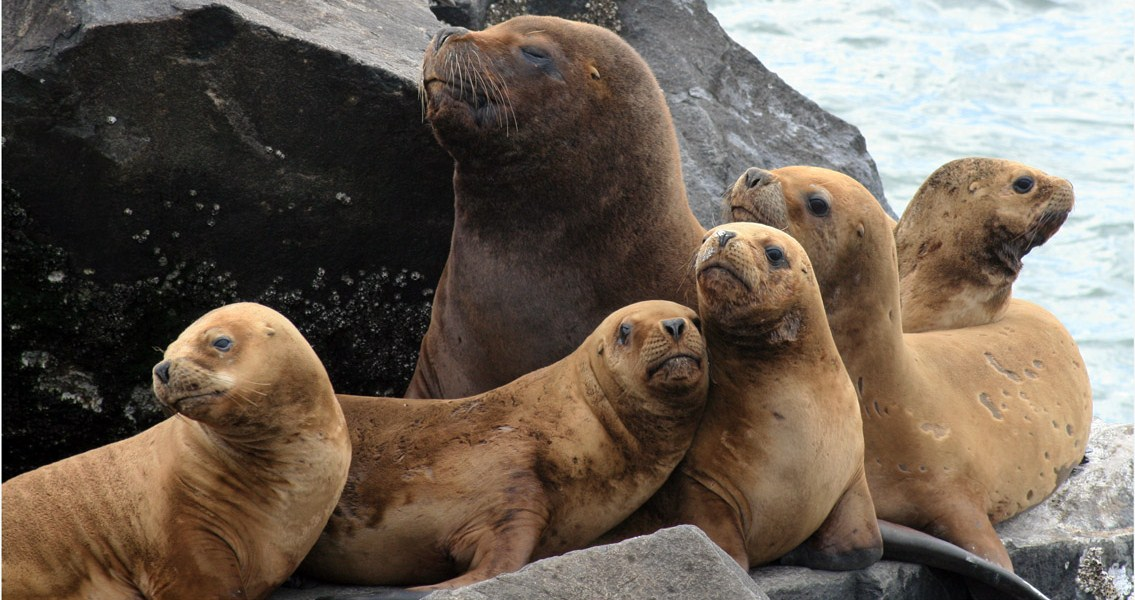
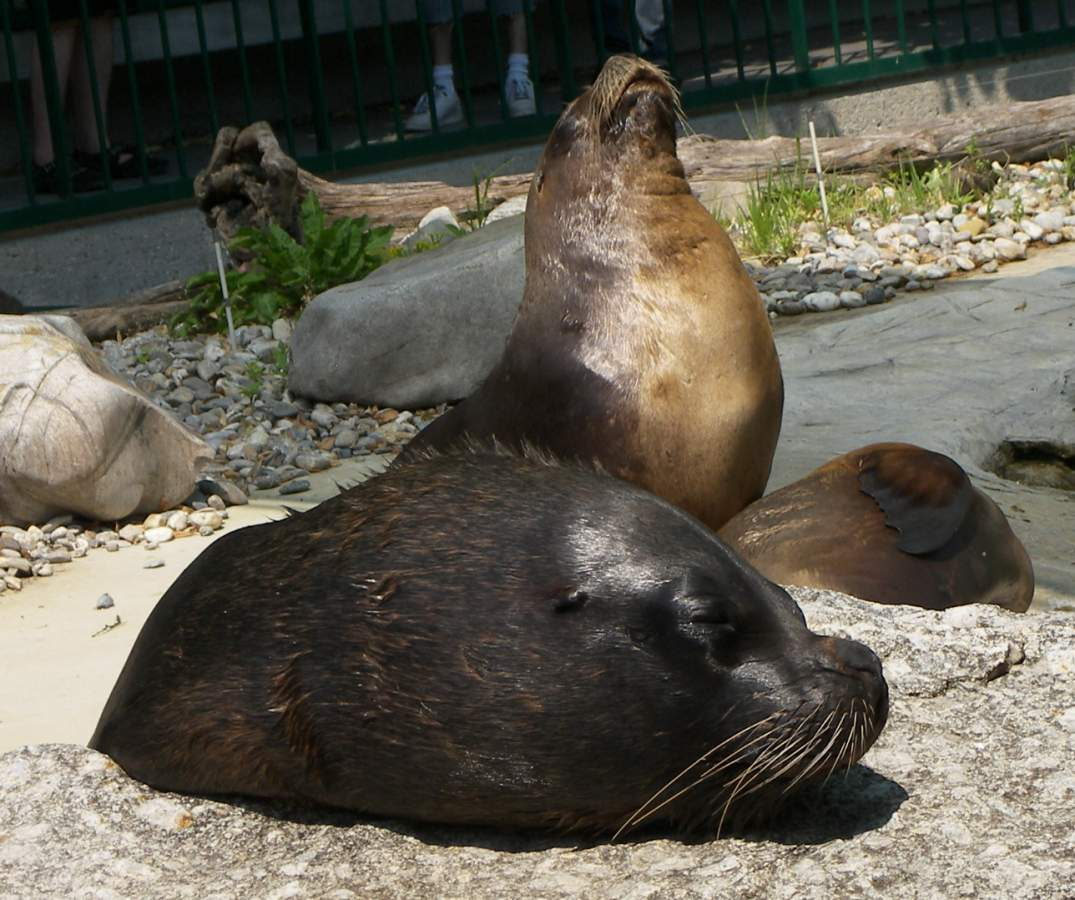